# Kampfschwimmer

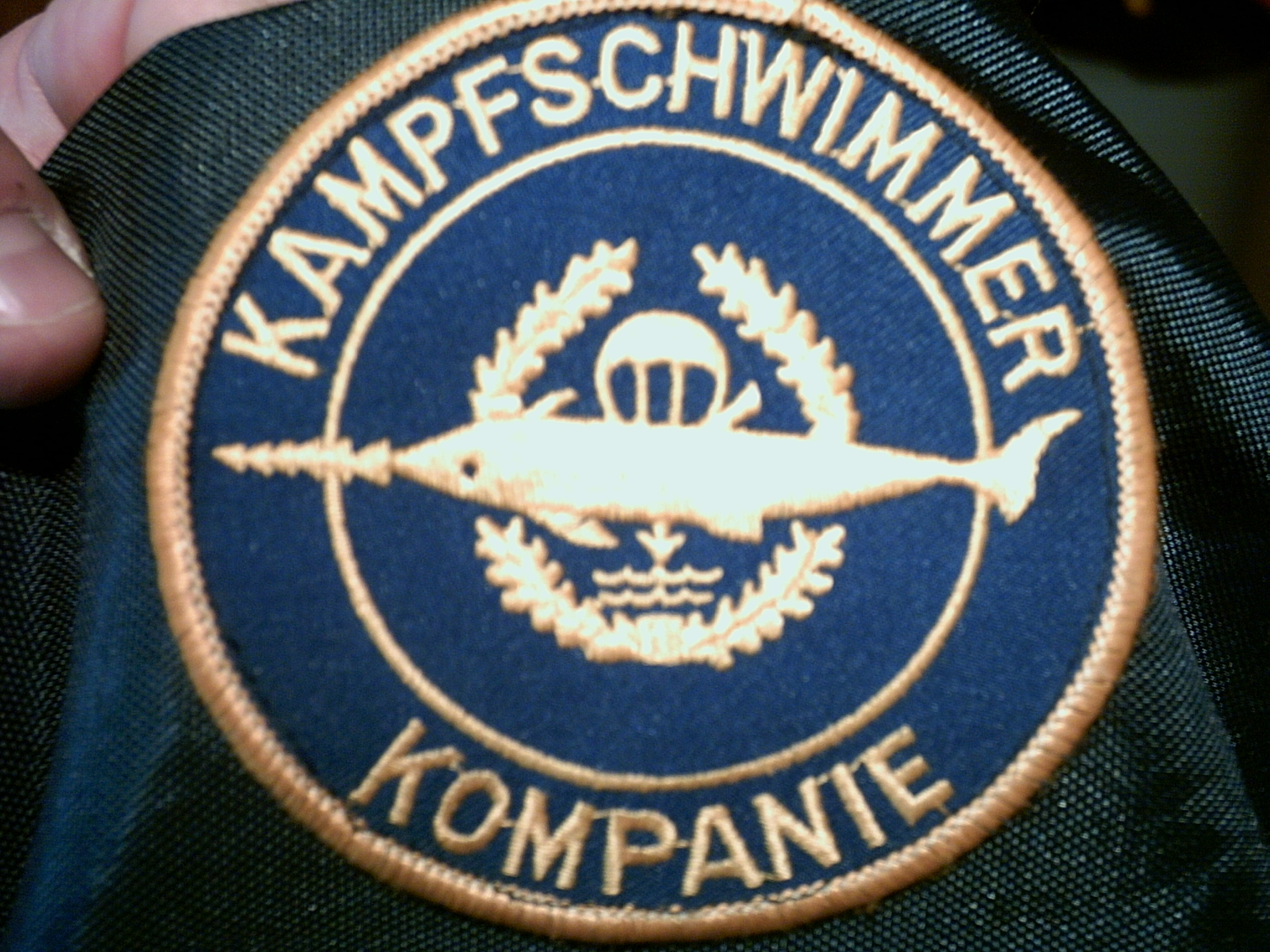
Emblema

Kampfschwimmer é uma unidade de operações especiais da Marinha da Alemanha. Foi criada quando a Alemanha ingressou na OTAN, em 1958.